# Танкосамоходный полк
Танкосамоходный полк — комбинированное тактическое танковое формирование в Советской армии (СА) в период 1945—1957 годов.

## История
Танкосамоходные полки создавались на базе танковых и самоходно-артиллерийских бригад и полков. Сокращённое действительное наименование — тсп, с указанием войскового №. Организационно полки поначалу находились в армейском подчинении, а с 1947 года в каждой стрелковой и пулемётно-артиллерийской дивизии стал вводиться танкосамоходный полк.
Полки обычно наследовали награды и именования тех формирований времён ВОВ, на базе которых создавались.
Нумерация с танковыми полками у тсп не отличалась. Поначалу сохранялось различие нумерации между гвардейскими и прочими полками, но с 1947 года, после принятия Постановления Совета министров СССР № 219-97сс, от 4 февраля 1947 года, эту разницу стали исправлять.
Разновидностью танкосамоходных полков были тяжёлые танкосамоходные полки (сокращённо — ттсп), с указанием войскового номера. Находились ттсп в составе танковых дивизий СА до 1957 года.
В 1955—1957 годах все танкосамоходные полки переименованы в танковые полки. Все самоходные артиллерийские установки (САУ) из них были изъяты. Полки армейского подчинения были расформированы.

## Вооружение и военная техника
Танкосамоходные полки с 1947 года имели различный состав:
- тяжёлый танкосамоходный полк танковой дивизии имел два батальона тяжёлых танков ИС-2 или ИС-3 (всего 46 танков) и батальон САУ ИСУ-122 (21 единица);
- тяжёлый танкосамоходный полк механизированной дивизии состоял из один батальона танков ИС-2 или ИС-3 (24 ед.) и два батальонов СУ-100 (42 ед.);
- танкосамоходный полк стрелковой дивизии состоял из два батальонов Т-34-85 (52 ед.) и батальона САУ СУ-100 или СУ-76 (16 ед.);
- танкосамоходный полк отдельной стрелковой бригады состоял из 15 единиц Т-34-85 и 7 СУ-100 или СУ-76.

## Состав
Тяжёлый танкосамоходный полк (ттсп) танковой дивизии:
- управление;
- 1-й тяжёлый танковый батальон (две танковые роты);
- 2-й тяжёлый танковый батальон (две танковые роты);
- самоходно-артиллерийский батальон (две роты САУ);
- разведывательный взвод;
- взвод связи;
- отделение химической защиты;
- комендантский взвод;
- автотранспортный взвод;
- хозяйственный взвод;
- артиллерийская ремонтная мастерская;
- полковой медицинский пункт;
- клуб.